# Neotoma phenax
Neotoma phenax е вид бозайник от семейство Хомякови (Cricetidae). Видът е почти застрашен от изчезване.

## Разпространение
Разпространен е в Мексико.
Neotoma phenax предпочита райони с разнообразна растителност, които му предоставят подходящи условия за изграждане на гнезда и намиране на храна. Видът е приспособен към живот в различни видове гори и храсталаци, като често обитава планински райони на височини от 1,000 до 2,500 метра над морското равнище.

Тъй като Neotoma phenax е почти застрашен от изчезване, разпространението му е ограничено от няколко фактори. Загубата на хабитат е основна заплаха, предизвикана от разширяване на земеделските площи, урбанизация и обезлесяване. Също така, климатичните промени оказват влияние на наличието на подходящи местообитания.